# جريدة الإسكندرية (غازيت)
جريدة الإسكندرية، أو صحيفة غازيت وهي جريدة صدرت ضمن سلسلة متعاقبة من الصحف التي كان مقرها في منطقة الإسكندرية، بولاية فيرجينيا الأمريكية. قدمت الصحيفة مصدراً مهماً للمعلومات عن الأحداث الحاصلة في الإسكندرية، خاصةً في القرن التاسع عشر. كانت الصحيفة بمثابة الصحيفة المهيمنة في الإسكندرية من عام 1834 إلى عام 1974. وكانت بمثابة صوت لحزب الأحرار ثم الحزب الديمقراطي لاحقاً.
لقد تأسست الجريدة السابقة للجريدة الرسمية في 5 فبراير 1784، على يد جورج ريتشاردز وشركاه باسم جريدة فيرجينيا جورنال. ثم أُحرق مبنى جريدة الإسكندرية الواقع بشارع برنس أثناء الحرب الأهلية على يد القوات الفيدرالية المشاغبة. وقد أعاد الناشر والمحرر إدغار سنودن بناءه بعد الحرب. كانت الصحيفة تقع بعد ذلك في 317 شارع الملك.
خلفًا للإصدارات السابقة التي صدرت كجريدة يومية من عام 1834 إلى عام 1974.
كان أول ناشر لها هو إدغار سنودن (1810-1875)، الذي مثّل الإسكندرية في مجلس مندوبي فيرجينيا عدة مرات، كما ترشح لمنصب حاكم ولاية فيرجينيا دون جدوى (خسر أمام إكسترا بيلي سميث).
كان سنودن مؤيدًا لسياسة الرق والعبودية وهدد الناشرين المنادين بإلغاء الرق ويليام لويد غاريسون وآرثر تابان بالإعدام دون محاكمة إذا زارا الإسكندرية.
خلال النصف الأول من القرن العشرين، قام النائب الأمريكي تشارلز كريتون كارلين وابنه تشارلز كريتون كارلين الابن بتحرير الصحيفة.

## في التراث الشعبي
تظهر الصحيفة بشكل بارز في فيلم "توباز" الذي أخرجه ألفريد هيتشكوك عام 1969.